# إسجيل
إسجيل (بالفارسية: اسجیل) هي قرية تقع في قسم غلمكان الريفي (مقاطعة تشناران) في إيران. يقدر عدد سكانها بـ 1,187 نسمة .